# Federación Argentina de Football
La Federación Argentina de Football (Federazione argentina di calcio, abbreviato in FAF) è stata una federazione argentina di calcio. Fu fondata il 14 giugno 1912 e si sciolse il 23 dicembre 1914, in seguito alla fusione con la Asociación Argentina de Football.

## Storia
Dopo 6 incontri della Copa Campeonato 1912, tre squadre decisero di scindersi dalla AAF per creare una federazione indipendente. La AAF si era da poco affiliata alla FIFA; così, il campionato organizzato dalla FAF non fu rinconosciuto dalla Federazione mondiale. Al primo torneo presero parte otto squadre: le tre fondatrici (Estudiantes, Porteño e Gimnasia Buenos Aires) più altre cinque, Independiente, Sportiva Argentina, Kimberley, Atlanta e Argentino de Quilmes. Il primo club a vincere la Primera División della FAF fu il Porteño, che ebbe la meglio sull'Independiente grazie a uno spareggio. Nel 1913 a vincere fu l'Estudiantes, mentre nell'ultima edizione, tenutasi nel 1914, la vittoria fu nuovamente del Porteño. Il 23 dicembre 1914 i club della FAF decisero di ritornare nella vecchia AAF, confluendovi e tornando a far parte della Copa Campeonato per la stagione 1915.

## Lista dei club fondatori[4]
- Estudiantes
- Gimnasia y Esgrima (Buenos Aires)
- Porteño

## Presidenti[5]
- Ricardo Aldao (1912-1914)

## Competizioni
- Primera División (FAF)